# الكابوس (مسلسل)
الكابوس مسلسل درامي من بطولة الممثلة المصرية غادة عبد الرازق، عٌرض لأول مرة على قناة سي بي سي وذلك يوم 19 يونيو 2015.

## قصة المسلسل
يصور المسلسل رحلة أم في البحث عن قاتل ابنها، حيث تلاحقها الكوابيس لتروي أحداثا وقعت في ماضيها، وتربط بينها وبين الحاضر علاقة ما، فنكتشف أن ابنها كان قد كون العديد من الأعداء نتيجة استهتاره، أنانيته، وتربية أمه الخاطئة له منذ الصغر.

## طاقم العمل
- لمياء الأمير
- غادة عبد الرازق
- كريم محمود عبد العزيز
- أحمد راتب
- كريم قاسم
- أيتن عامر
- سلوى عثمان
- بيومي فؤاد
- وفاء مكي
- ندى موسى
- نهى عابدين
- منة عرفة
- محمد عادل
- ولاء الشريف
- مصطفى يوسف
- عمرو عابد
- شيري مجدي
- أحلام الجريتلي
- فتوح أحمد
- نوران كمال
- ناني الأنصاري
- ناني الديب
- هدير الديب
- صلاح شورى
- سحر عبد المحسن
- يحيى أحمد
- هاني إبراهيم
- انتصار حسن
- امل عيد
- مريم تامر
- ثراء جبيل
- سليم هاني